# Доломіт (гірська порода)
Доломі́т — осадова карбонатна гірська порода, що цілком або переважно складається з мінералу доломіту (близько 95 %), звичайно з домішками кальциту, іноді гіпсу, ангідриту та оксидів заліза.
Між доломітами та вапняками існує безперервний ряд перехідних карбонатних порід, крайніми членами якого є чисті вапняки та доломіти. Залежно від вмісту мінералу доломіту (%) виділяють: вапняковисті доломіти (95-75), вапнякові доломіти (75-50), доломітові вапняки (менше 50). Доломіт — важливий породоутворюючий мінерал осадових товщ. Виникає при дії гарячих розчинів, які містять магнезіальні солі, на вапняки. У багатьох випадках утворюється осадовим шляхом у водних соленосних басейнах.

## Розповсюдження
Доломіт є на Донбасі (Оленівське родовище), у Придністров'ї (Завадівське родовище) тощо. Балансові запаси доломіту на Донбасі за категоріями А+В+С на 1999 р. становили 247,2 млн т. Видобування доломіту ведеться відкритим способом. За кордоном найбільші обсяги видобутку доломіту — у Великій Британії, Канаді, Японії, Бельгії, США, Іспанії, Індії, Угорщині, РФ.

## Застосування
- Вогнетривкий матеріал.
- Флюс у металургії.
- Сировина в хімічній промисловості, скляному виробництві.
- Засіб боротьби з комахами: тонко мелений доломіт викликає абразивне руйнування хітинових покривів у комах. Найсильніше вплив відбувається на заклепках.
- Плити та вироби з доломіту для обробки приміщень, облицювання як зовні, так і всередині.
- Доломітове борошно використовують для розкислення (вапнування) ґрунтів. Доломітове борошно не тільки знижує кислотність ґрунту, але і насичує її кальцієм і магнієм (удобрює).
- Використовували (разом із бором, свинцем і глиною) при засипанні активної зони 4-го енергоблоку під час ліквідації аварії на Чорнобильській АЕС[1].